# Попигай (кратер)
Кратерът Попигай е метеоритен ударен кратер в басейна на река Попигай в Сибир.

## География
Дели 4-то място по размери сред кратерите на Земята заедно с канадския кратер Маникуаган. Диаметърът на кратера е 100 км. По-голямата му част е разположена в Якутия, части от него навлизат и в полуостров Таймир (Красноярски край). Територията край кратера практически не е заселена, най-близкото населено място е село Хатанга, отстоящо на около 400 км северозападно от центъра му.

## История
Кратерът е образуван след удар на астероид преди около 35 милиона години в епохата на еоцена. Котловината му е открита през 1946 година. Хипотезата за нейния метеоритен произход е изложена през 1970 г.

## Диамантени залежи
Още от Сталиновата епоха, геолози се натъкват на множество диаманти в района. Установено е, че вследствие от огромното налягане, създадено от сблъсъка на метеорита, кристалите графит в областта на колизията са се превърнали моментално в диаманти. Скоро след откриването му находището е засекретено и работата по добива на диаманти започва, извършван основно от затворници в ГУЛАГ.
През 2012 година Русия разсекретява документите, засягащи находището, като обявява, че под кратера се намират резерви от стотици хиляди тонове диаманти. Такова количество би обезпечило нуждата на човечеството за диаманти за следващите 3000 години. Поради трудната достъпност на кратера и възможността за създаване на изкуствени диаманти с по-добри свойства, добивите на диаманти в района са оценени като недостатъчно печеливши.